# Antoine César Becquerel
Antoine César Becquerel, (Châtillon-Coligny, 7. ožujka 1788. — Pariz, 18. siječnja 1878.), bio je francuski fizičar. 
Becquerel postaje časnik u inženjeriji 1808. i sudjeluje u Španjolskom ratu za neovisnost 1810. – 1812. Uskoro postaje inspektor za nastavu na École polytechnique, no sudjeluje još uvijek i u ratnim misijama, npr. u ratu 1814. godine. Od 1815. posvećuje se do kraja fizičkim istraživanjima i predavanjima. 
Postaje predavač na Muséum d'histoire naturelle 1837. godine. Becquerel postaje član Francuske akademije znanosti 1829. i Fellow of the Royal Society 1837. Kraljevsko društvo dodijelilo mu je Copleyevu medalju 1837. godine. Njegovo ime nalazi se na popisu 72 znanstvenika ugraviranih na Eifellovom tornju.
U svom najzančajnijem djelu "Traité expérimental de l'électricité et du magnétisme, et de leurs phénoménes naturels" (1834. – 1840.) predstavio je kritički i sustavno sve što se do tada napravilo u oblasti električnog i magnetskog polja, kao i otkrića koja je sam napravio. 
Becquerel je osim toga zajedno sa svojim sinom Edmondom radio i na drugim oblastima fizike. Među njegovim znanstvenim istraživanjima treba naglasiti istraživanja električnih osobina kod turmalina, električne vodljivosti kod kovina, utjecaju toplote kod kovina s lošom toplinskom vodljivosti
i nastanku elektriciteta kroz kontakte između različitih djelova iste kovine.
Djed je francuskog nobelovca Henria Becquerela.